# Joe Steve Vásquez
Joe Steve Vásquez (n. Stamford, Texas, Estados Unidos, 9 de julio de 1957) es un obispo católico y teólogo estadounidense.
Fue entre 2001 y 2010, Obispo Auxiliar de Galveston-Houston y  hasta el año enero de 2025 Obispo de Austin. y desde el 11 de noviembre del 2023, es el Administrador apostólico de la diócesis de Tyler, tras el cese de su titular, Joseph Strickland. En Enero del año 2025, el Papa Francisco lo nombró Arzobispo de la Arquidiócesis de Galveston - Houston.

## Biografía
Nacido en la localidad tejana de Stamford, el día 9 de julio de 1957.
Proviene de ascendencia mexicana-estadounidense.
Sus padres son Juan y Elvira Vásquez.
Su padre fue un veterano de la guerra de Corea, que abandonó la escuela de secundaria para poder mantener a su familia y más tarde trabajó como mecánico.
Es el mayor de seis hijos: tiene tres hermanos , Robert, Samuel y James; y dos hermanas, Cynthia y Consuelo.
Cuando era joven asistió a las escuelas públicas de Stamford y Abilene.
También estudió en el Seminario de Santa María y en la Universidad Santo Tomás de Texas, en la cual obtuvo una Licenciatura en Teología.
A continuación, quiso ampliar más sus estudios y asistió al Pontificio Colegio Norteamericano y se trasladó a Italia para asistir a la Pontificia Universidad Gregoriana de Roma.

### Sacerdocio
A su regreso a Estados Unidos, el 30 de junio de 1984 fue ordenado sacerdote por el entonces arzobispo de Galveston-Houston Mons. Joseph Fiorenza.
Tras su ordenación, inició su ministerio pastoral como vicario parroquial de la Iglesia San José de Odessa.
Hasta 1987 que se convirtió en Pastor de la Iglesia San José de Fort Stockton.
Luego entre 1997 y 2002, fue pastor de la Iglesia San José de San Angelo.

### Episcopado

Escudo de armas como obispo de Austin

Seguidamente, el 30 de noviembre de 2001 fue nombrado por el papa Juan Pablo II, como Obispo auxiliar de la arquidiócesis de Galveston-Houston y como obispo titular de Cova.
Al ser elevado de rango, eligió como lema, la palabra: "Sígueme".
Recibió la consagración episcopal el 23 de enero de 2002, a manos de sus consagrantes: el entonces Arzobispo de San Antonio Mons. Patrick Flores y el entonces Obispo de San Angelo Mons. Michael David Pfeifer.
Actualmente desde el día 26 de enero de 2010, tras haber sido nombrado por el papa Benedicto XVI, es el nuevo obispo de la diócesis de Austin. En este cargo sucede a Mons. Gregory Aymond, quien ha sido designado como arzobispo de Nueva Orleans.
Tras su nombramiento se espera que la diócesis se duplique y tomó posesión el 8 de marzo de ese año.
El 11 de noviembre de 2023, Vásquez fue designado por el Papa Francisco como administrador apostólico de la diócesis de Tyler tras la destitución del obispo Joseph Strickland.

### Arzobispo de Galveston-Houston
El 20 de enero de 2025, Vásquez fue nombrado por el Papa Francisco como Arzobispo de Galveston-Houston, después de la renuncia de su titular Daniel DiNardo, hecho aceptado por el pontífice ese mismo día. Su posesión está prevista para el 25 de marzo de 2025.
Ha sido miembro de la junta directiva de Catholic Relief Services y de la Red Católica de Inmigración Legal (CLINIC).